# Río Cebadal
El río Cebadal es un curso natural de agua que nace al este de Maullín y fluye en la provincia de Llanquihue, Región de Los Lagos con dirección general noroeste hasta desembocar en la ribera sur del río Maullín.
Risopatrón lo considera como afluente del río Olmopulli.

## Historia
Luis Risopatrón lo describe en su Diccionario Jeográfico de Chile:: 165 
Cebadal (Rio) 41° 34' 73° 25'. Corre hacia el W entre riberas bien emboscadas, pajizas en partes, en un cauce bien preciso entre ribazos terrosos, mui cubiertos de arbolado, que. alcanzan a 18,3 m de altura; se encorva al S entre campos bajos, planos i húmedos, de 2 kilómetros de estension, en medio de un grupo de cinco islas pajizas i se vácia en la márjen N del curso inferior del rio Olmopulli, poco antes de su desembocadura en el Maullin. Recibe varios arroyos mui emboscados, de marea, principalmente por su ribera derecha i puede ser navegado por botes, ausiliados por la marea creciente ordinaria, en 9,5 kilómetros. 1, I, p. 242; 61, XLV, carta 1; 155, p. 143; i 156; i Cevadal en 1, VIII, p. 160.

## Población, economía y ecología
En su desembocadura se encuentra el humedal Cebadal, a solo 3,5 km de la ciudad de Maullín. Cubre un área de 2800 m²..: 4 